# Santa Maria do Tocantins
Santa Maria do Tocantins là một đô thị thuộc bang Tocantins, Brasil. Đô thị này có diện tích 1410,446 km², dân số năm 2007 là 2673 người, mật độ 1,9 người/km².